# Beglec
Beglec (Беглец) è un film del 1914 diretto da Aleksandr Aleksandrovič Volkov.